# Richard Menapace
Richard Menapace (Tramin an der Weinstraße, 20 december 1914 – Salzburg, 21 april 2000) was een Oostenrijks wielrenner. In 1949 was hij Oostenrijks sporter van het jaar.

## Belangrijkste overwinningen
1937
- Milaan-München

1949
- 2e etappe Ronde van Oostenrijk
- 3e etappe Ronde van Oostenrijk
- 4e etappe Ronde van Oostenrijk
- 5e etappe Ronde van Oostenrijk
- 7e etappe Ronde van Oostenrijk
- Eindklassement Ronde van Oostenrijk

1950
- 2e etappe Ronde van Oostenrijk
- 4e etappe Ronde van Oostenrijk
- 6e etappe Ronde van Oostenrijk
- Eindklassement Ronde van Oostenrijk

## Resultaten in voornaamste wedstrijden
| Jaar | Ronde van Lombardije |
| ---- | -------------------- |
| 1937 | 15e                  |